# Bangladeschische Beachhandball-Nationalmannschaft der Männer
Die bangladeschische Beachhandball-Nationalmannschaft der Männer repräsentiert die Bangladesh Handball Federation als Auswahlmannschaft auf internationaler Ebene bei Länderspielen im Beachhandball gegen Mannschaften anderer nationaler Verbände.
Das weibliche Pendant ist die Bangladeschische Beachhandball-Nationalmannschaft der Frauen.

## Geschichte
Bangladesch ist im Beachhandball eine vergleichsweise junge Nation. Bislang wurde nur einmal, für die Asian Beach Games 2014 – und damit zwei Jahre eher als die Mannschaft der Frauen –, eine Nationalmannschaft zusammengestellt, die dort den elften und damit letzten Platz belegte.

## Teilnahmen
| World Games - 2001: nicht eingeladen - 2005: nicht eingeladen - 2009: nicht qualifiziert - 2013: nicht qualifiziert - 2017: nicht qualifiziert - 2022: nicht qualifiziert World Beach Games - 2019: nicht qualifiziert - 2023: nicht qualifiziert | Weltmeisterschaften - 2004: keine Teilnahme - 2006: keine Teilnahme - 2008: keine Teilnahme - 2010: keine Teilnahme - 2012: keine Teilnahme - 2014: keine Teilnahme - 2016: nicht qualifiziert - 2018: nicht qualifiziert - 2020: nicht qualifiziert - 2022: keine Teilnahme | Asienmeisterschaften - 2004: keine Teilnahme - 2013: keine Teilnahme - 2015: keine Teilnahme - 2017: keine Teilnahme - 2019: keine Teilnahme - 2022: keine Teilnahme - 2023: keine Teilnahme | Asian Beach Games - 2008: keine Teilnahme - 2010: keine Teilnahme - 2012: keine Teilnahme - 2014: 11. - 2016: keine Teilnahme - 2023: South Asian Beach Games - 2011: keine Teilnahme |